# Robin Erewa

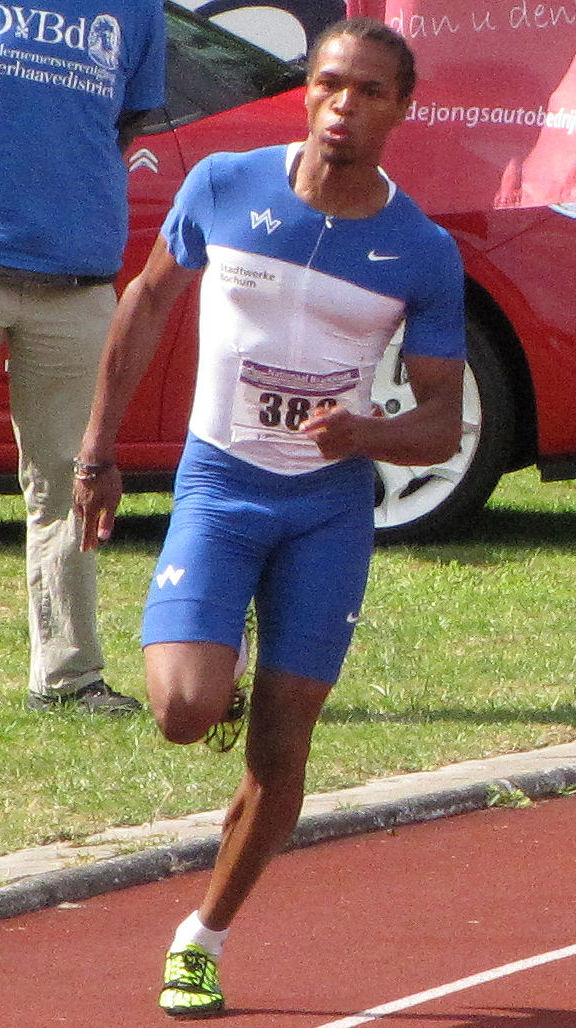
Robin Erewa

Robin Erewa (né le 24 juin 1991 à Oberhausen (Rhénanie-du-Nord-Westphalie)) est un athlète allemand, spécialiste du sprint et notamment du 200 m.
Mesurant 1,84 m pour 77 kg, il appartient au club TV Wattenscheid 01 Leichtathletik.

## Carrière
Fils d'un père nigérian, il pratique d'abord le football avant de se consacrer à l'athlétisme. Il remporte le titre national sur relais 4 × 200 m avec Sebastian Ernst, Alexander Kosenkow et Willi Mathiszik en 2010 et est finaliste à Moncton sur le relais 4 × 100 m. Il obtient un record de 20 s 90 à Brême en 2011 et obtient une médaille de bronze lors des Championnats d'Europe espoirs à Ostrava. Il représentera l'Allemagne à Daegu.